# 진영호
진영호(1944년 3월 6일~)는 대한민국의 정치인이다. 민선 성북구청장을 역임했다.

## 학력
- 광주사범학교 졸업
- 고려대학교 법학과 졸업
- 서울시립대학교 도시행정대학원 행정학 석사 졸업

## 경력
- 제13회 행정고시 합격
- 서울특별시 마포구 부구청장
- 서울특별시 서초구 부구청장
- 서울특별시 성북구청장
- 1995.07~1998.06 제36대 서울특별시 성북구청장
- 1998.07~2002.06 제37대 서울특별시 성북구청장
- 2002.05 새천년민주당 탈당

## 역대 선거 결과
|  | 49.95% |

|  | 64.69% |

|  | 23.98% |

|  | 26.62% |

|  | 제36·37대 서울특별시 성북구청장 1995년 7월 1일~2002년 6월 30일 | 후임 서찬교 |